# Монтсерат (планина)
Монтсерат (кат. Montserrat) је планина која лежи 45 км северноисточно од Барселоне, Шпанија. Овај национални парк јединственог изгледа, са манастиром високо у стенама, привлачи многе посетитеље, док за Каталонце представља важно светиште. Назив потиче од речи монт (кат. mont), што значи планина, и серат (кат. serrat), што значи планински ланац. Реч серат заправо потиче од латинске речи sierra, што је назив за тестеру јер изглед планине са њеним врховима подсећа на изглед зубаца тестере.
Монтсерат је планина необичних облика, а њен највиши врх је Сант Жерони (кат. Sant Jeroni) са 1236,4 метра. Монтсерат је 1987. године проглашен националним парком ради његовог очувања.

## Манастир Монтсерат
Санта Мариа од Монсерата је бенедиктински манастир смештен на планини Монсерат на висини од око 720. метара. Манастир представља важно религијско средиште за Каталонце и тачку ходочашћа за вернике. Поред тога, то је активан културни центар, манастирска библиотека броји око 300 000 књига и чува неке од најстаријих каталонских записа из XII века. Манастир има најстарији дечији хор у Европи. Поред манастира, ту се налази и музеј у коме су изложени и радови великих уметника као што су Ел Греко, Каравађо, Пикасо и Дали.

## Планинарење
Због својих јединствених карактеристика, Монтсерат привлачи многе планинаре. Стазе су већ добро утврђене и познате. Од манастира има око 300 метара до врха планине. Постоји успињача која иде готово до самог врха. Одатле постоји неколико добро обележених стаза које воде кроз национални парк. Неке од њих воде и до напуштених испосница. Са врха планина се пружа спектакуларан поглед на Каталонију.

## Приступ и транспорт
До подножја планине се може доћи аутом или возом, па даље успињачом до манастира. Од манастира иду две успињаче ка два врха планине.

## Галерија
- Santa Cova Chapel in the mountain
- Cavall Bernat
- El Moro
- La Panxa del Bisbe
- L'Elefant
- Typical conglomerate seen on the path to Sant Jeroni